# یاسر رعد
یاسر رعد (عربی: ياسر رعد محمد؛ زادهٔ ۲۵ ژوئن ۱۹۷۷) یک بازیکن فوتبال اهل عراق است.
از باشگاه‌هایی که در آن بازی کرده‌است می‌توان به النفط، اربیل، الزورا، دهوک، و تیم ملی فوتبال عراق اشاره کرد.
وی همچنین در تیم ملی فوتبال تیم ملی فوتبال عراق بازی کرده است.